# Muscisaxicola maculirostris
A Muscisaxicola maculirostris a madarak (Aves) osztályának verébalakúak (Passeriformes) rendjébe és a királygébicsfélék (Tyrannidae) családjába tartozó faj.

## Rendszerezése
A fajt Alcide d’Orbigny és Frédéric de Lafresnaye írták le 1837-ben.

## Alfajai
- Muscisaxicola maculirostris maculirostris Orbigny & Lafresnaye, 1837
- Muscisaxicola maculirostris niceforoi Zimmer, 1947
- Muscisaxicola maculirostris rufescens Berlepsch & Stolzmann, 1896[2]

## Előfordulása
Dél-Amerikában, Argentína, Bolívia, Chile, Kolumbia, Ecuador és Peru területén honos. Természetes élőhelyei a szubtrópusi és trópusi magaslati cserjések, sziklás környezetben. Vonuló faj.

## Megjelenése
Testhossza 15 centiméter.
|  |

## Életmódja
Rovarokkal táplálkozik.

## Természetvédelmi helyzete
Az elterjedési területe rendkívül nagy, egyedszáma pedig stabil. A Természetvédelmi Világszövetség Vörös listáján nem fenyegetett fajként szerepel.